# Panulirus japonicus
Panulirus japonicus is een tienpotigensoort uit de familie van de Palinuridae. De wetenschappelijke naam van de soort is voor het eerst geldig gepubliceerd in 1824 door von Siebold.